# Petite rivière Cascapédia
Der Petite rivière Cascapédia ist ein Fluss in der Verwaltungsregion Gaspésie–Îles-de-la-Madeleine im Südosten der kanadischen Provinz Québec.

## Flusslauf
Der Petite rivière Cascapédia fließt durch den Süden der Gaspésie-Halbinsel. Er entsteht am Zusammenfluss seiner beiden Quellflüsse Petite rivière Cascapédia Est und Petite rivière Cascapédia Ouest. Der Fluss fließt in südlicher Richtung über eine Strecke von 32 km bis zu seiner Mündung in die Baie des Chaleurs, eine Bucht des Sankt-Lorenz-Golfs. Die Kleinstadt New Richmond liegt am Westufer der Mündung. Das Einzugsgebiet umfasst 1412 km². Der mittlere Abfluss beträgt 32 m³/s.